# Verdrag betreffende de werking van de Europese Unie
Het Verdrag betreffende de werking van de Europese Unie (VwEU), ook wel het Werkingsverdrag, is een verdrag gesloten tussen de lidstaten van de Europese Unie. In het VwEU staat wat de bevoegdheden van de Europese Unie zijn en op welke manier de Europese Unie die bevoegdheden kan uitoefenen. Samen met het Verdrag betreffende de Europese Unie vormt de VwEU de constitutionele basis van de Europese Unie.
De VwEU is een gewijzigde versie van het Verdrag van Rome, het verdrag in 1957 tot oprichting van de Europese Economische Gemeenschap (EEG). Het verdrag trad in werking in 2009, toen de Europese Gemeenschap ophield te bestaan met de afschaffing van de pijlerstructuur door het Verdrag van Lissabon uit 2007. In maart 2011 werd een nieuwe paragraaf aan artikel 136 van het verdrag toegevoegd waarmee het Europees Stabiliteitsmechanisme gevestigd werd.